# مهنت درشان
مهنت درشان (به انگلیسی: Mahant Darshan) یک شهرک در پاکستان است که در ناحیه اوکارا واقع شده‌است.